# Airlines of South Australia
Airlines of South Australia (ASA) — с этим именем связаны две австралийские авиакомпании. Базовым аэропортом обеих  авиакомпаний был аэропорт Аделаида.
Первая авиакомпания была образована из Guinea Airways,  завершила свою деятельность под именем Ansett Airlines of South Australia (AASA).
После этого образовалась вторая авиакомпания под именем Airlines of South Australia. Это произошло в результате слияния Lincoln Airlines и Augusta Ailines.

## История
4 ноября 1927 года Guinea Gold создала авиакомпанию Guinea Airways Ltd (изначально New Guinea Gold No Liability). Она была необходима для доставки людей и грузов в Папуа Новую Гвинею в рамках операций по добыче золота. Флот авиакомпании состоял из одного самолёта DH37.
Постепенно Guinea Airways наращивала флот, а объём грузовых перевозок авиакомпании превышал мировые показатели. В феврале 1937 года начались еженедельные полёты по маршруту Дарвин-Аделаида, частота которых постепенно увеличилась до 3 раз в неделю. Также расширялась маршрутная сеть по районам Южной Австралии.
В январе 1942, во время второй мировой войны, японцы нанесли удар по штаб-квартире авиакомпании в Лаэ и она потеряла основную часть своего флота. После войны ей не разрешили вернуться к работе в Новой Гвинее по, а популярный маршрут Дарвин-Аделаида был отдан Trans Australian Airlines. Так Guinea Airways один из ведущих грузовых перевозчиков довоенного времени стал обычной небольшой авиакомпанией.
После войны Guinea Airways начала сотрудничать с Australian National Airways (ANA). Однако ANA была куплена Ansett Transport Industries. В результате с 1 июля 1959 года Ansett решила поглотить Guinea Airways, и 17 января 1960 года Guinea Airways сменила название на Airlines of South Australia (ASA).
Так в 1960 флот авиакомпании состоял из пяти DC-3, Auster и двух Convair 440. В 1962 году был приобретён третий Convair 440 (VH-BZF). Направления полётов были преимущественно по штату Южная Австралия: Аделаида, Порт Линкольн, Миннипа, Седуна, Коуэлл, Клив, Кимба, Радиум Хилл, Брокен-Хилл, Остров Кенгуру, Порт-Пири, Уайалла, Ренмарк, Милдьюра-де-Аделау.
В 1964 году сменила название на Ansett Airlines of South Australia (AASA).
В 1965 были заказаны самолёты Fokker F-27. Первый поступил авиакомпании в сентябре 1966 года, остальные в 1971-1972, при этом одновременно с поставками из флота выводились самолёты Convair.
- Самолёт Douglas DC-3 (VH-ABR) в ливрее Ansett Airways
- Самолёт Douglas DC-3 в ливрее Ansett Airways
- Самолёт Fokker F-27 (VH-MMR) в ливрее ASA
- Самолёт  Fokker F-27 (VH-MMR) в ливрее ASA

## Воссоздание Airlines of South Australia
В 1987 году авиакомпании Lincoln Airlines и Augusta Airways объединились под именем Airlines of South Australia.
В ноябре 2005 Airlines of South Australia прекратила полёты.
- Самолёт E120 (VH-ANZ) в ливрее RegionalLink
- Самолёт E110 (VH-LNB) в ливрее RegionalLink